# بني غيل
بني غيل هي قبيلة مغربية تسكن المناطق الشرقية للمغرب. مُنح أسلافهم حق الرعي على أرض المغرب من قبل المعز لدين الله، الحاكم  الفاطمي لشمال أفريقيا.

## غنم بني غل
أعطت قبيلة بني جيل اسمها لسلالة مشهورة من الأغنام في المغرب. ويسمى عرق بني جيل محلياً بـ «الدغمة» أو «الحمرا» في إشارة إلى لونه البني. تعتبر القطعان ملكية ثمينة بين القبيلة. هذا السلاسة خاصة بالمغرب تحديدا و لا تواجد لها إلا بشمال إفريقيا 
ذكور الأغنام بني غل لها رأس بني غامق. يمتد هذا اللون إلى مؤخرة القرون والفك السفلي. ولها ابتزاز أبيض وأرجل بنية. الأرجل والرأس خاليان من الصوف. الذيل قصير.